# Arpella del Barri Gòtic
L'Arpella és una àliga marina o dels aiguamolls que forma part del bestiari popular del Barri Gòtic de Barcelona. Es fa servir tant per a correfocs com per a espectacles d'animació diversos. La mobilitat, la forma i els punts de foc, al bec i a la cua, la converteixen en una peça atractiva, participativa i divertida. Es portada per una persona.
La figura és de Manel Casserras, que el 1989 la construí com a àliga de Barcelona, amb fibra i fusta. El 1998, quan Xavier Jansana va fer l'àliga actual de la ciutat, la vella es reconvertí en bèstia foguera de l'Associació de Festes de la Plaça Nova, i així és com ha arribat a l'actualitat.
Des que va néixer, hem pogut veure-la sempre per Sant Roc, Santa Eulàlia, Sant Jordi i la Mercè, entre més festes barcelonines. Surt amb els tabalers en espectacles de foc, sola o acompanyada de la Víbria, els diables del Barri Gòtic. Així mateix, pot sortir acompanyada dels grallers de la Pessigolla en desfilades, cercaviles i espectacles d'animació diversos, tot sovint juntament amb els capgrossos i els xanquers.
Actualment l'Arpella és exposada a la Casa dels Entremesos i, més enllà de les festes de la Mercè, en surt per participar en cercaviles i trobades de bestiari. Ha format part d'espectacles de foc i de més actuacions, a llocs tan diversos com ara Arenys, Blanes, Figueres, Malgrat, Palma, Perpinyà, Sant Pol, Vilafranca del Penedès, etc.